# José Luis Rodríguez (cantante)
José Luis Rodríguez González (Caracas, 14 de enero de 1943), también conocido como el Puma, es un cantante, actor, presentador de televisión, empresario y productor musical venezolano. Es considerado como uno de los más destacados personajes de la música latinoamericana del siglo XX.
En su trayectoria musical, Rodríguez ha publicado más de 60 álbumes, desde su debut en 1961 con el grupo musical Los Zeppy, hasta su etapa como solista, con canciones exitosas como «Culpable soy yo», «Dueño de nada», «Pavo real», «Agárrense de las manos», entre otras, y decenas de telenovelas y películas en su carrera como actor.
Fue conductor de programas como Diviertase con el ocho en VTV y Club PTL, y uno de los protagonistas del documental: Churún Merú de Renny Ottolina.

## Biografía
José Luis Rodríguez nació el 14 de enero de 1943 en la Parroquia Santa Rosalía en la ciudad de Caracas. Es el último de los once hijos del matrimonio entre el comerciante español José Antonio Rodríguez y la ama de casa venezolana Ana González. Su padre murió en 1949 cuando José Luis tenía apenas 6 años de edad. Su madre era activista del partido Acción Democrática, por lo que durante la dictadura de Marcos Pérez Jiménez decidió exiliarse en Guayaquil, Ecuador con sus dos hijos menores. A su regreso, José Luis ingresó en la Escuela Técnica Industrial de Caracas, donde cursó estudios de técnico electricista.

### Inicios
Sus inicios como cantante se remontan a esta época, primero participando en actos culturales de colegio, dando serenatas y luego ingresando como reemplazo del vocalista Ariel Rojas en el conjunto de voces juveniles llamado "Los Zeppy", inspirado en The Platters y Los Cinco Latinos, también integrado por la futura bolerista Estelita del Llano, Nicolás Alvarado, Agustín Calzadilla y Alberto Lewis, quien tenía registrado como apodo artístico el nombre de Al Zeppy. Este grupo se formó siendo todos estudiantes del liceo "Pedro Emilio Coll" en Coche, Caracas. Realizaron la grabación de dos discos de larga duración, el primero con el sello Hit Parade en 1960 y el segundo con el sello Gramcko a mediados de 1961 y se hicieron acreedores de varios premios, entre ellos el Guaicaipuro de Oro e hicieron presentaciones en Venezuela y Curazao. A pesar del éxito alcanzado, la carrera de la agrupación fue corta y a mediados de 1962 se produce la separación del grupo por razones personales. Alvarado se radicó en Texas, (Estados Unidos), Calzadilla continuó estudiando y Estelita del Llano, Alberto Lewis y José Luis decidieron seguir en el canto. De inmediato, José Luis comenzó a participar en concursos de aficionados, dar serenatas y presentarse en diferentes locales caraqueños. Uno de sus amigos, el compositor y músico José Enrique "Chelique" Sarabia lo integra a su programa de TV de aficionados llamado "Media hora con Chelique" en RCTV donde comienza a cantar regularmente.
A fines de 1962, Sarabia es quien lo anima a grabar su primer disco solista, para la empresa discográfica venezolana "Productora de discos Velvet", en formato EP titulado "Chelique Sarabia presenta su nueva voz: José Luis Rodríguez", interpretando los temas "Ausencia de ti", "Ayer y hoy", "Mis lágrimas sobre las rosas" y "Hoy he vuelto a llorar". Como confesaría años después Rodríguez, siendo artista consagrado, nada pasó con este disco de escasas ventas y su situación económica era difícil. En ese tiempo hace una muy breve aparición en la película "Cuentos para mayores" dirigida por el cineasta Román Chalbaud.

### Con la Billo's Caracas Boys
Es en el programa de Chelique Sarabia, y de la mano de Estelita del Llano donde el director de orquesta, músico y arreglista dominicano Luis María "Billo" Frómeta lo descubre en septiembre de 1963 y lo contrata como cantante en su orquesta, "Billo's Caracas Boys", reemplazando al bolerista Felipe Pirela quien realizaba sus últimas presentaciones con la orquesta antes de iniciar su carrera solista. Con la orquesta pasa tres años interpretando boleros y ocasionalmente merengue dominicano, música navideña y cha-cha-chá, viajando por el Caribe, Centro y Sudamérica grabando 16 LP y algunos sencillos los cuales constaron de 34 canciones y 9 mosaicos de temas bailables diversos. Se consolidó como la figura de crooner en la orquesta. Participó en los espacios televisivos "Esta Noche Billo" y "Billo y su Música" de la televisora Radio Caracas Televisión (RCTV). En estos espacios, los cantantes de la orquesta, además de interpretar sus canciones, realizaban pequeñas actuaciones cómicas, lo que le fue sembrando su pasión por la actuación. Ante el inminente fin de su contrato con Billo Frómeta, el 22 de octubre de ese año decidió retirarse de la orquesta, siendo apoyada su decisión por Frómeta. En entrevistas realizadas posteriormente, tanto Frómeta como José Luis harían hincapié en la admiración mutua que ambos siempre se profesaron.

### Lila Morillo
En el espacio "Esta Noche Billo" conoce en 1965 a la joven cantante y actriz zuliana Lila Morillo quien gozaba de gran popularidad. El noviazgo de ambos fue muy sonado entre periodistas y público en general. Incluso siempre se comentó que la propia madre de José Luis se oponía a esa relación.[cita requerida] Finalmente la pareja de artistas contrae matrimonio civil el 27 de junio de 1966. Para esa época, ambos cantantes firmados con el mismo sello "Velvet de Venezuela", realizaron juntos varias grabaciones de sencillos como "Felicitaciones", "El pavo de Lila", No me quiera tanto", "El hijo de nadie" y "Liliana", tema compuesto por ambos para su primera hija, Liliana, nacida el 26 de abril de 1967. El 12 de junio de 1969 nace su segunda hija, Lilibeth Morillo. Lila y José Luis, ya como esposos, participaron en discos, telenovelas, comerciales y giras. Regentaron el "Club La Fuente", un espacio de esparcimiento nocturno en el este de Caracas en los años 1970. Al tiempo, la vida ajetreada y las ausencias, posiblemente infirieron en que la pareja se divorciara. La unión legal duró exactamente 20 años y tres días. La separación se produjo el 1 de julio de 1986.

### Solista
José Luis logra su primera oportunidad de actuar como solista (siendo aún integrante de la "Billo's Caracas Boys") en el 1.er Festival de la Canción Moderna Venezolana (1965), luego llamado Festival de la Fundación del Niño, organizado por la "Fundación del Niño", certamen en el cual interpreta el tema "Amor, laurel y luz" bajo dirección y arreglos del propio Billo Frómeta. Luego participa en el mismo festival en su 2.ª edición, celebrada en noviembre de 1966, con "Caracas de ayer", contando una vez más con Billo Frómeta en los arreglos y dirección orquestal, pese a no ser ya integrante de su orquesta. Puede considerarse este como el último arreglo hecho por Frómeta para él.  Es durante esta época, que incursiona en la actuación, interviniendo en la comedia musical de la televisora RCTV "Cantando llega el amor", escrita por el libretista Enrique Menéndez Bardón, producido por José Fariñas, con música de Chelique Sarabia y protagonizada junto a Mirtha Pérez y Mirla Castellanos.
A finales de 1966, firma su primer contrato discográfico con la empresa "Productora de discos Velvet" y graba en diciembre su primer LP titulado "José Luis...favorito!", en el cual sigue la tendencia marcada por Felipe Pirela, graba tangos en ritmo de boleros, hasta que decide mudarse a las baladas y otros géneros pop. Se hace acreedor ese año del premio "Guaicaipuro de Oro" como Cantante del Año. La entrega del galardón se hizo el 15 de abril de 1967. 
En 1967 debuta como actor de telenovelas con "Donde no llega el sol" de Muñoz Rico, para Radio Caracas Televisión, junto a Rosita Vásquez, Oscar Martínez y Lupita Ferrer producido por José Fariñas. En paralelo, participa en el tercer Festival del Niño del 1967 con el tema "Te Quiero". Su siguiente LP "Lo Romántico de José Luis", grabado en 1968 marca este cambio en el estilo del artista. Entonces su rango de acción comprendía su país y naciones vecinas, salvo Brasil. Las telenovelas en las cuales participó comienzan a darle una nueva figuración artística debido a que se difundían con facilidad en el mercado internacional. Sin embargo, la carrera de Rodríguez comienza a ser marcada más por el seguimiento de los medios de farándula que por su talento natural.

### Cine, telenovelas y canciones
En 1969, es seleccionado para representar a Venezuela en el "Primer Festival de la Canción Latina" que se celebró en el "Teatro Ferrocarrilero" de la Ciudad de México, entre los días 19 y 23 de marzo de ese año. La canción que presentó fue titulada "No, no puede ser", escrita por el compositor, cantante y productor de televisión Dionny López. El festival lo ganó Lucecita Benítez en representación de Puerto Rico con el tema "Génesis", mientras que Venezuela obtuvo el tercer lugar y ganó la medalla de oro a la mejor canción, obteniendo Rodríguez, por su parte, igual galardón como mejor intérprete masculino. Esta experiencia, le sirve para grabar un tercer LP con Velvet titulado "Grito al mundo" (1969) y, a la vez, para obtener un contrato de grabación con la filial mexicana del sello CBS Columbia, con la cual graba su álbum titulado "José Luis Rodríguez". Es en ese tiempo que logra participar como figura estelar en dos películas mexicanas dirigidas por Fernando Cortés y producidas por Lucho Gatica, "Las Golfas" junto a Isela Vega, Gilda Mirós, Gina Romand, Malú Reyes y Sandra Boyd en 1969 y "Los Juniors" junto a Pedro Armendariz Jr, Andrés García, Claudia Islas y Don Ángel Garasa en 1970.
En enero de 1971 participa en el Festival de la Voz de Oro en Barquisimeto con el tema "El payaso de la vida" de Chelique Sarabia logrando de nuevo el tercer lugar. Esa canción se editó en disco siendo su última aparición para el sello Velvet.  Su carrera de actor tomó más alto nivel siendo contratado desde 1968 por la televisora "Cadena Venezolana de Televisión". En ese canal estelarizó  "La consentida de Papá" junto a la actriz peruana Regina Alcóver. Con la canción de dicha serie, en formato de 45rpm, se estrena dentro del sello discográfico "Top Hits". En paralelo, debuta como animador con el espacio "Diviértase en el ocho", programa de corte musical y de concursos para el mismo canal.
En 1972 fue uno de los protagonistas del Churún Merú de Renny Ottolina, la primera expedición venezolana en llegar al Parque nacional Canaima, además orienta su carrera musical hacia géneros pop de la mano del cantautor zuliano Edgar Enrique Quintero, apodado Edgar Alexander, quien venía de ser líder de la agrupación "Los Impala" y quien compuso canciones especialmente para él en su primer álbum para Top Hits "El hombre de la cima".
En 1973 José Luis hace pública su decisión de abandonar el catolicismo y se bautiza por el rito protestante, en San Juan de Puerto Rico. En ese año, apoyó junto a Lila Morillo la candidatura del político venezolano Lorenzo Fernández, del partido COPEI, en las elecciones presidenciales de ese año, las cuales ganó Carlos Andrés Pérez. Incluyó su contrato con esta agrupación política, su aparición en propagandas y la grabación de un disco de 45 RPM junto con su esposa, con temas usados en la campaña de esa organización. Al margen de esta actividad, inicialmente, la música de Rodríguez se adaptará a su nueva fe religiosa, volviendo después a su repertorio habitual y participando en algunos programas de televisión de organizaciones protestantes como Club PTL, presentado en Puerto Rico.
Coprotagoniza en 1974 la telenovela venezolana "Una muchacha llamada Milagros", para el canal Venevisión junto a Rebeca González y José Bardina, original de Delia Fiallo, en la cual interpreta a un enigmático y solitario personaje denominado "El Puma" personaje basado en la canción del cantante argentino Sandro, "Este es mi amigo el Puma". A partir de entonces se le conocerá por ese sobrenombre. En febrero de 1974 representa a Venezuela cantando el tema "Aquel Lugar" en el Festival de Viña del Mar en Chile y el 26 de octubre de 1974 representa a Venezuela en el tercer Festival de la OTI celebrado en Acapulco, México con el tema "Vuelve", obteniendo el tercer lugar, siendo ésta su última participación en festivales.
En 1975 protagoniza al lado de la actriz Ada Riera la telenovela "La Señorita Elena" también para Venevisión. En 1976, firma un contrato con la empresa puertorriqueña Salvation Records, empresa creada por los músicos Richie Ray y Bobby Cruz con la cual graba su único disco de carácter religioso titulado "En sus manos" o "Una nueva canción". Sin embargo, como cantante su carrera sufría cierto estancamiento, ya que su trabajo como actor llenaba su agenda artística. Regresa en 1976 a Radio Caracas Televisión y protagoniza las telenovelas "Isabelita" junto a Helianta Cruz y "Angélica", "Carolina", "Tormento", "La Hija de Juana Crespo" y "Residencia de Señoritas" junto a la actriz venezolana Mayra Alejandra como pareja protagónica.
Entre 1974 y 1977, edita tres discos más con el sello "Top Hits". En 1976, es cuando conoce al empresario argentino Héctor Maselli, quien decide internacionalizarlo. En 1978 logra ser protagonista en Puerto Rico en la telenovela "Cristina Bazán" junto a la actriz Johanna Rosaly, telenovela que le abre las puertas internacionales.

### Internacionalización
En 1977 firma contrato con la división española de Ariola Records, grabando en España su primer disco en dicho país el álbum "Tu / Una Canción De España" producido por el compositor Manuel Alejandro, del cual la balada "Voy a perder la cabeza por tu amor" se convierte en el tema central de la telenovela "Cristina Bazán", grabada en Puerto Rico y su primer gran éxito en esta etapa vendiendo dos millones de copias. A este álbum le sucede en 1978 "Por si volvieras" igualmente con la producción de Manuel Alejandro. De este disco, se convierten en éxitos los temas "Te imaginas María", "Amante eterna, Amante mía", "Dulcemente amargo", "Este amor es un sueño de locos" y "Tendría que llorar por ti" logrando vender más de tres millones de copias.
En 1979 labora de nuevo con RCTV y protagoniza sus dos últimas telenovelas con ese canal, ambas dirigidas por César Bolívar y con Pierina España como protagonista, "Sangre Azul" y "Estefanía". Esta última la deja inconclusa para poder cumplir sus compromisos musicales con su tercer disco grabado en España a fines de 1979. En diciembre de ese 1979, es la estrella invitada al Festival OTI 79 celebrado en Caracas, interpretando "Canto a Iberoamérica" del compositor Pablo Schneider. 
En 1980, sale al mercado su tercer disco grabado a fines de 1979 en España, llamado "Me vas a echar de menos" para el mercado español y "Atrévete" para el mercado latinoamericano, el cual fue producido por los compositores españoles Pablo Herrero y José Luis Armenteros. En el álbum fueron incluidas siete creaciones de este exitoso dúo, una segunda versión del tema "Se busca" del venezolano Fernando Touzent y el corrido venezolano, compuesto en 1949, titulado "Pavo Real", del cantante y compositor venezolano, fallecido en 1996, César del Ávila ya consolidándose cómo la figura número uno de LATINOAMÉRICA con más de tres millones de copias.En febrero de 1980 es invitado como jurado al Festival de Viña del Mar en Chile y termina participando como cantante causando tanto revuelo, que le fue otorgado el premio La Gaviota de Plata, único premio otorgado por el pueblo chileno.
En 1981, firma con la división española de la empresa discográfica CBS (actualmente Sony Music), y se da a conocer en Venezuela un álbum titulado José Luis Rodríguez cantando éxitos de siempre, que fue una reedición parcial de su álbum grabado en México en 1969. 
Al año siguiente, nuevamente con CBS y el respaldo del compositor español Manuel Alejandro y sus colaboradores Ana Magdalena (seudónimo de Purificación Casas Romero, esposa del compositor) y David Beigbeder, se lanza el álbum "Dueño de nada" donde la balada que da el nombre al álbum se convierte en el tema más representativo del cantante, cuyas ventas batieron récords vendiendo más de 15 millones de copias alrededor del mundo, éxito que le consolida como el artista latino número 1 a nivel mundial. Gracias a este éxito conquista Brasil, Italia, Francia, Israel, Japón, y los Estados Unidos logrando mantener un malo a mano con Julio Iglesias por la rivalidad artística. Debido a este gran éxito actúa como invitado en la gala de Miss Universo 1982 siendo el primer artista de habla hispana en ser la estrella invitada en este concurso y repitiendo al año siguiente como figura principal de Miss Universo 1983.
Gracias a CBS, Rodíguez es lanzado al mercado discográfico de Brasil con el LP "Dono de nada", que contiene versiones en idioma portugués de temas del anterior disco y con algunos temas del álbum "Atrévete", convirtiéndose en el primer cantante venezolano que graba en ese idioma. La estrategia es respaldada por su presentación en algunos programas de televisión emitidos en Brasil. En 1981 participa esta vez como artista invitado en el Festival de Viña del Mar, estrenando allí la canción "Chile, aquí se respira amor", con músico de él y letra del poeta venezolano Manuel Graterol Santander, que nunca figuró en su discografía oficial. Durante su actuación en el último día del festival, tuvo un encuentro con el cantante español Julio Iglesias, ya que la prensa destacaba una supuesta rivalidad entre ellos dado sus estilos distintos de cantar y principalmente por la popularidad que ambos conseguían. Posteriormente, ambos solucionaron sus diferencias y grabaron a dúo en una sola ocasión el tema Torero.
En 1983 se edita el disco "Ven" respaldado nuevamente por los compositores Pablo Herrero y José Luis Armenteros, del cual son temas promocionales "Culpable soy yo", "Shalom" y "No te pareces a nadie" del cantautor José María "Chema" Purón.
Posteriormente, comienza a residir en Miami (Estados Unidos). En 1984, marca un nuevo hito en su carrera al presentarse como invitado en el Festival de San Remo, Italia, y grabar en idioma italiano el LP "Due Come Noi" ("Dos como nosotros") que contiene el tema del mismo nombre compuesto por Toto Savio y Amerigo Casella, versionado en español posteriormente por Luis Gómez-Escolar e intenta llegar al mercado de habla inglesa de Estados Unidos, sin lograrlo. Sin embargo, se hizo algo conocido, como lo denota su presencia en la Casa Blanca invitado por Nancy Reagan, para el almuerzo anual en honor de las esposas de los congresistas, en la celebración de las bodas de oro del humorista estadounidense Bob Hope y en la Teletón organizada por el actor humorístico Jerry Lewis. Igualmente, apareció en el programa de la cantante Ann Murray y se presentó en el teatro Radio City Music Hall de Nueva York, el Teatro Griego de Los Ángeles y el Summit de Houston. Abandona después su intento por conquistar a los mercados europeos y brasileños.
Igualmente, participa el 9 de marzo de 1985 en la grabación del tema "Cantaré, cantarás" compuesta por Juan Carlos Calderón y Albert Hammond, con diversos artistas españoles como Julio Iglesias, Rocío Jurado, Miguel Gallardo, Ramon Arcusa y latinoamericanos como Emmanuel, Lucía Méndez, Pedro Vargas, José José, Celia Cruz, Vikki Carr, Roberto Carlos y Simone, en un fin muy parecido al del álbum "We are the world". En ese mismo 1985 se graba en España su álbum "El Último Beso", que incluyó un dúo con la cantante brasileña Simone en lo que marca el inicio de sus eventuales colaboraciones con otros artistas, y los temas promocionales fueron el tema venezolano de Celestino "Tino" Carrasco titulado "Amalia Rosa" y el éxito "Agárrense de las manos" de Chema Purón.

### Empresario y cantante
Para 1987, José Luis inicia una relación de pareja con la modelo cubana Carolina Pérez, con quien se casaría en junio de 1996 y con quien procreó a su hija menor, Génesis Rodríguez, nacida el 29 de julio de 1987. En 1988, siendo ya un artista reconocido internacionalmente, El Puma arriesga su prestigio apoyando abiertamente al político venezolano Carlos Andrés Pérez quien aspiraba a ser reelegido presidente de Venezuela, lo cual logró. Ya en este período, "El Puma" consolida su carrera de cantante en los mercados hispanos y solo vuelve a su país para hacer "Sueño contigo" telenovela que protagoniza junto a la actriz Elluz Peraza y que va con el lanzamiento del álbum homónimo producido por Albert Hammond, y posteriormente, en 1992, grabando la telenovela "Piel" junto a la actriz Alba Roversi y el lanzamiento del respectivo disco producido por Manuel Alejandro.
En 1995, Rodríguez se inicia como empresario al fundar el primer canal venezolano de videos musicales denominado "Bravo TV", cuyo nombre después cambia a Puma TV, el cual posteriormente es vendido a un grupo empresarial venezolano. En 1997, José Luis Rodríguez vuelve al género del bolero con el álbum "Inolvidable" en el que rindió tributo al Trío Los Panchos. El disco es respaldado de tal modo que, después de lanzar su siguiente disco, titulado "El Puma en ritmo" (1999), ese año se aboca a grabar "Inolvidable II:" y en 2001 presenta "Inolvidable III: Algo contigo", álbumes que reciben apoyo del público y de la crítica.
En 2002, José Luis Rodríguez es contratado por la empresa discográfica transnacional BMG, haciendo que a esta compañía pase el catálogo de sus grabaciones con Ariola y CBS. Inicia entonces la grabación de un álbum con baladas en español de la década de 1970, titulado "Champagne", lanza su propio sitio en Internet y en 2003 presenta "Clave de amor" respaldado por orquesta y por el pianista argentino Raúl Di Blasio. Pero el alejamiento de Venezuela y otros países en los últimos tiempos, sumado al avance del copiado no autorizado de discos, hacen que estos álbumes sean recibidos casi con indiferencia.
El 10 de mayo de 2004, el cantante adoptó la ciudadanía estadounidense sin renunciar a la venezolana. Posteriormente, se enfrenta a una nueva crisis familiar, motivada a la supuesta violación y embarazo de su hija menor, Génesis Rodríguez por parte del actor Mauricio Islas. Su anterior esposa, Lila Morillo, denunció que el cantante ocultó un hecho similar ocurrido a la mayor de sus hijas cuando aquella tenía 6 años de edad.
En 2005, José Luis Rodríguez firmó contrato con la compañía discográfica transnacional Universal Music y como admirador del cantautor español Camilo Sesto, graba varios temas en homenaje a él y, con la asistencia del compositor Roberto Livi, grabó un nuevo álbum que, en algunos países fue titulado "Distancia" y en otros "Sabor a México", el repertorio incluye boleros rancheros compuestos por el propio Livi. Este disco, presentó un número grabado al lado del grupo vocal argentino "Los Nocheros". Sin embargo, pese a la dimensión internacional del cantante, por razones que no son del dominio público, los CD grabados por el artista desde que se realizó este álbum, no fueron distribuidos en otros países latinoamericanos, como Venezuela.
En septiembre del mismo año, presentó el álbum "15 éxitos de José Luis Rodríguez" que contiene sus más sonados éxitos desde los inicios de su internacionalización, en nuevas versiones, respaldado por el sello estadounidense Líderes Entertainment.
El cantante, buscando que su hija menor incursionara en el cine, se mudó a la ciudad de Los Ángeles. Allí aprovechó para hacer una participación en una película, rodada en idioma español, destinada al mercado hispano de Estados Unidos.

### Reciente

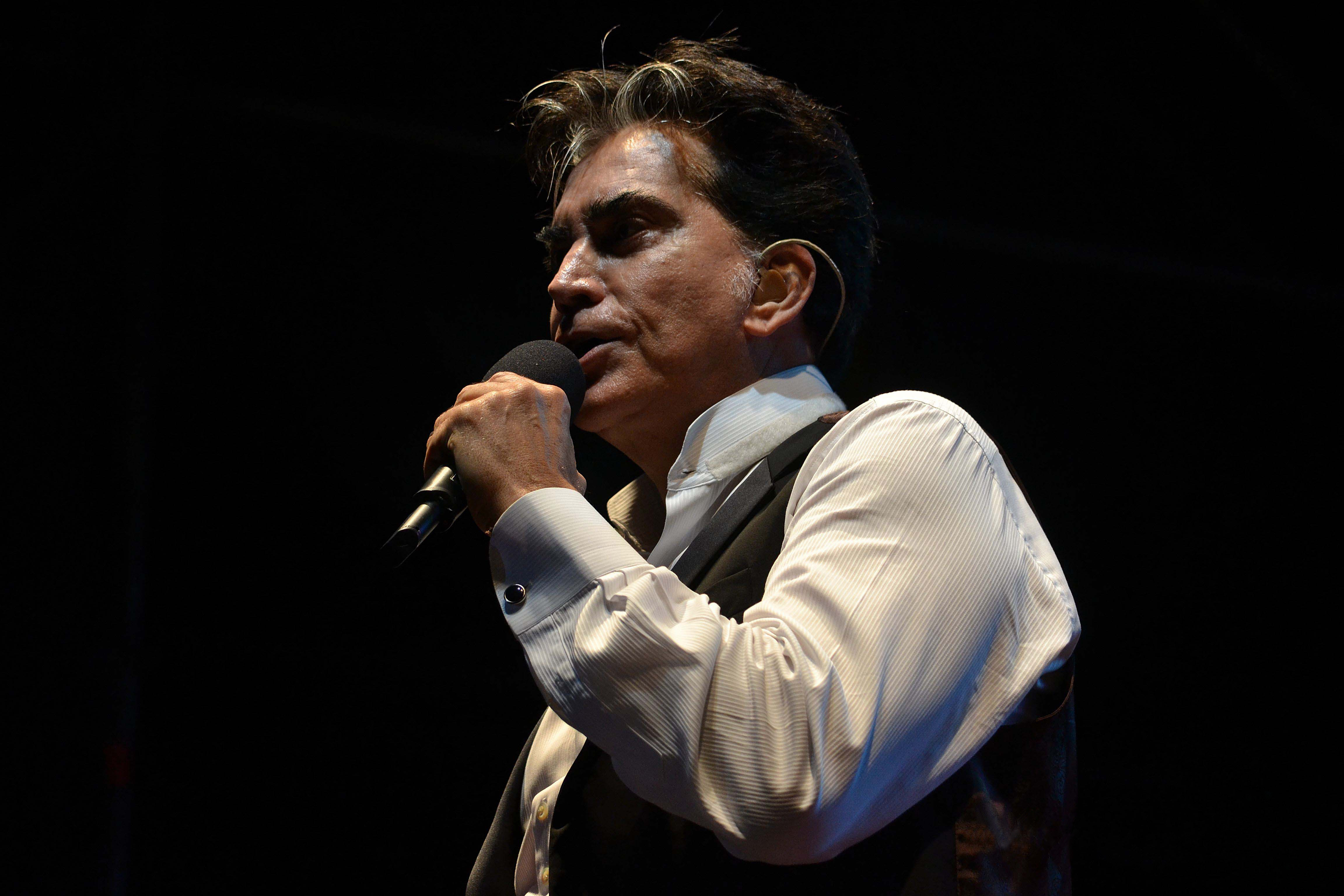
"El Puma" en 2012.

En 2005 participó en un episodio de la serie televisiva argentina Casados con hijos. A principios de septiembre de 2006, desde Argentina, fue lanzada, en convenio con la empresa de cosmética argentina Arbell, una línea de perfumes con su nombre destinada a su venta en América Latina, Estados Unidos y España. Igualmente, en dicho lanzamiento, Rodríguez expresó estar cansado de la piratería y de los manejos de las empresas discográficas. Por ello, renunció a mantener contratos discográficos y estableció su compañía disquera propia denominada Elpuma.com mediante la cual lanzó en 2007 su álbum titulado "Homenaje a José Alfredo Jiménez" el cual fue editado en formato de archivo mp3, lo que marcó la incorporación del cantante a los formatos digitales de distribución musical. El álbum fue incluido en un reproductor mp3 llamado Evolución. Sin embargo, dado que dicho reproductor no estuvo disponible en países como Venezuela, el cantante decidió firmar nuevamente un contrato discográfico con la transnacional Sony BMG con la cual presentó, en julio de 2007, un álbum grabado con la orquesta del venezolano Argenis Carruyo en el que rindió homenaje a las figuras de su mentor Billo Frómeta, Felipe Pirela y sus excompañeros en la orquesta Billo's Caracas Boys, José "Cheo" García y Guillermo "Memo" Morales. El álbum apareció en formato de CD bajo el título de "Trópico" y e igualmente, bajo el título "Homenaje a Billo’s" en otro reproductor mp4 igualmente denominado Evolución. Luego, en septiembre del mismo año, presentó la versión en disco compacto de su álbum en homenaje a José Alfredo Jiménez.
Como actor, José Luis Rodríguez formó parte del elenco de voces en español de la película de los estudios Walt Disney "La familia del futuro" (Meet the Robinsons, en idioma inglés) estrenada en marzo de 2007 en la cual se mencionó su nombre, y concluyó su participación en Trópico una telenovela grabada en República Dominicana la cual fue distribuida en América Latina, coincidiendo con el lanzamiento del álbum homónimo, ya mencionado. También fue en 2007 el presentador del programa internacional de Televisión Azteca llamado "Disco de Oro" junto a la cantante y presentadora de televisión María Inés Guerra.
En 2009 realizó un disco homenaje al cantante y actor argentino Sandro llamado "Mi amigo el Puma" producido por Adrián Posse. El 13 de mayo de 2009, Rodríguez se incorporó al reparto de la miniserie televisiva “Gabriel” producida para la audiencia de habla española en los Estados Unidos, por la empresa Megafilms y emitida por la empresa Mega TV basada en los temas del vampirismo y el ocultismo. Esta miniserie se estrenó en septiembre del mismo año.
En 2011 participó en Argentina de la publicidad "Fiesta de la P" de la compañía de celulares Personal, en la que alguien invita a todos sus amigos de Facebook sus nombres comienzan con la letra «P» apareciendo como Puma Rodríguez. Además, en 2012 prestó su voz y su imagen para una publicidad de Banco Hipotecario S. A. en la que canta su tema Dueño de nada.
En julio de 2012 fue jurado y entrenador de voz en el concurso de franquicia La voz Argentina que se emitió en la televisora argentina Telefe.
Junto con los presentadores Fernán Martínez y Carolina Ramírez, sirvió de jurado de un programa de baile llamado La pista, que fue emitido por Caracol Televisión en Colombia.
En agosto de 2013, Rodríguez formó parte de la primera temporada de la La Voz Perú, en el que cumplió el papel de tutor de uno de los cuatro equipos de vocalistas aficionados participantes. El 18 de septiembre de ese año, en una entrevista con el diario peruano La República, Rodríguez, manifestó seguir activo realizando presentaciones pero descartó seguir grabando música, debido al incremento del copiado ilegal de discos.
En septiembre de 2014 reveló en una entrevista con el periodista peruano Jaime Bayly que padecía fibromatosis pulmonar, una enfermedad incurable y que su salud está «al 80%». Este año, firmó con la empresa InnerCat Music Group un contrato para grabar el disco Directo al espíritu, con el cual celebró su mejoría de la fibromatosis pulmonar, el cual contiene versiones nuevas de temas previamente grabados como "El hombre de la cima", "Desiderata", "El Guía" y el "Himno a la alegría", además de otros temas de corte cristiano. También anunció el lanzamiento de su autobiografía titulada "El Puma y yo", además de tres proyectos discográficos más, lo que contradijo su declaración de no hacer más grabaciones.
El día 4 de febrero de 2015, Rodríguez al llegar a Chile para realizar una serie de presentaciones, ofreció una entrevista en la cual afirmó que lo único que no podía controlar el Gobierno de Venezuela "es el precio del petróleo, que afortunadamente gracias a Dios, va a seguir bajando”, lo que causó polémica. El día 21 de abril de 2017, el artista presentó a los medios de comunicación su más reciente álbum titulado "Inmenso" editado por Sony Music Latin, en el cual hizo duetos con Ricardo Montaner, Vicente Fernández, Fonseca, Yordano y Amaia Montero entre otros colegas suyos.
Debido a su condición de salud, solo le era permitido permanecer en ciudades a nivel del mar. Esto hizo que no pudiera regresar a su Caracas natal. El 8 de junio de 2017 lanzó el videoclip de su nueva versión de "Pavo Real" incluida en su disco "Inmenso". 
En vista de su enfermedad crónica y del fracaso de una terapia con células madre para controlarla fue sometido el día 17 de diciembre de 2017 a un doble trasplante de pulmones. El artista fue operado en el Hospital "Jackson Memorial" de la ciudad de Miami. La intervención quirúrgica fue exitosa y reaccionó favorablemente. El cantante fue dado de alta el 18 de enero de 2018 y será sometido a rehabilitación física debido al doble trasplante.
El viernes 20 de abril de 2018, reapareció ante sus seguidores con la primera rueda de prensa dada después de su intervención, desde el mismo Hospital "Jackson Memorial" en Miami.
En 2024 participó en el concurso de televisión de Antena 3 Mask Singer: adivina quién canta, bajo la máscara de Aguacate.

## Discografía

### Etapa inicial
| Año de publicación | Título                                                        | Discográfica                  |
| 1961               | Los Zeppy                                                     | Discos Gramcko (Venezuela)    |
| 1962               | Hits de Los Zeppy                                             | Discos Hit Parade (Venezuela) |
| 1962               | Chelique Sarabia presenta a su nueva voz: José Luis Rodríguez | Velvet (Venezuela)            |

### Con Billo's Caracas Boys[31]
| Año de publicación | Título                                | Discográfica          |
| 1963               | 2 Sets con Billo                      | Fonograma (Venezuela) |
| 1964               | Billo en Colombia                     | Fonograma (Venezuela) |
| 1964               | Mosaicos a la Billo                   | Fonograma (Venezuela) |
| 1964               | Billo en Santo Domingo                | Fonograma (Venezuela) |
| 1964               | Cantares de Navidad                   | Fonograma (Venezuela) |
| 1964               | Billo en Puerto Rico                  | Fonograma (Venezuela) |
| 1965               | El Yoyo                               | Fonograma (Venezuela) |
| 1965               | Billo y su música                     | Fonograma (Venezuela) |
| 1965               | Fin de año                            | Fonograma (Venezuela) |
| 1965               | Mosaico 17                            | Fonograma (Venezuela) |
| 1965               | Nuestro balance                       | Fonograma (Venezuela) |
| 1966               | Éxitos de Billo                       | Fonograma (Venezuela) |
| 1966               | Desde 1937 a 1966, bailando con Billo | Fonograma (Venezuela) |
| 1966               | La renga                              | Fonograma (Venezuela) |
| 1966               | Canto a Caracas                       | Fonograma (Venezuela) |

### Como solista
| Año de publicación | Título                                             | Discográfica                                     |
| 1966               | José Luis...¡Favorito!                             | Velvet (Venezuela)                               |
| 1967               | Ayúdame                                            | Velvet (Venezuela)                               |
| 1969               | Grito al mundo                                     | Velvet (Venezuela)                               |
| 1969               | José Luis Rodríguez                                | CBS Columbia Internacional (México)              |
| 1972               | El hombre en la cima                               | Top Hits (Venezuela)                             |
| 1974               | De Venezuela                                       | Top Hits (Venezuela)                             |
| 1976               | De América                                         | Top Hits (Venezuela)                             |
| 1976               | Una nueva canción                                  | Salvation Records (Puerto Rico)                  |
| 1977               | Una canción de España                              | RCA (España) / Top Hits (Venezuela)              |
| 1979               | Por si volvieras                                   | RCA (España) / Top Hits (Venezuela)              |
| 1980               | Me vas a echar de menos / Atrévete                 | RCA (España) / Top Hits (Venezuela)              |
| 1981               | Unidos / Mujer (45 RPM)                            | RCA (España) / Top Hits (Venezuela)              |
| 1981               | El ídolo                                           | Sonográfica (Venezuela)                          |
| 1982               | Dueño de nada                                      | CBS Columbia Internacional (EE. UU.)             |
| 1982               | Dono Do Nada                                       | CBS Columbia (Brasil)                            |
| 1983               | Ven                                                | CBS Columbia (España)                            |
| 1983               | Te Ofereço Esta Cançāo                             | CBS Columbia (Brasil)                            |
| 1984               | Due Come Noi                                       | CBS Columbia (Italia)                            |
| 1984               | Voy a conquistarte                                 | CBS Columbia (España)                            |
| 1985               | Voglio Conquistarti                                | CBS Columbia (Italia)                            |
| 1985               | El último beso                                     | CBS Columbia Internacional (EE. UU.)             |
| 1987               | Señor corazón                                      | Polygram International Publishing Inc. (EE. UU.) |
| 1989               | Tengo derecho a ser feliz                          | Polygram International Publishing Inc. (EE. UU.) |
| 1989               | Corpo e alma                                       | Philips / Fonobrás (Brasil)                      |
| 1989               | Señora bonita                                      | Polygram International Publishing Inc. (EE. UU.) |
| 1990               | Esta vez                                           | CBS Columbia Internacional (EE. UU.)             |
| 1991               | El Puma en ritmo                                   | Sony Music International (EE. UU.)               |
| 1992               | Piel de hombre                                     | Sony Music International (EE. UU.)               |
| 1994               | Razones para una sonrisa                           | Sony Music International (EE. UU.)               |
| 1996               | Llamada del amor                                   | Sony Music International (EE. UU.)               |
| 1997               | Inolvidable                                        | Sony Music International (EE. UU.)               |
| 1999               | El Puma en ritmo II: Fiesta                        | Sony Music International (EE. UU.)               |
| 1999               | Inolvidable II: Enamorado de ti                    | Sony Music International (EE. UU.)               |
| 2001               | Inolvidable III: Algo contigo                      | Sony Music International (EE. UU.)               |
| 2002               | Champagne                                          | Sony BMG Music (EE. UU.)                         |
| 2003               | Clave de amor                                      | Sony BMG Music (EE. UU.)                         |
| 2005               | Distancia (Sabor A México)                         | Universal Music Latino (EE. UU.)                 |
| 2005               | 15 éxitos de José Luis Rodríguez                   | Líderes Entertainment Group (EE. UU.)            |
| 2006               | El Puma Rodríguez homenajea a José Alfredo Jiménez | Elpuma.com (EE. UU.)                             |
| 2007               | Trópico                                            | Sony BMG Music (EE. UU.)                         |
| 2007               | Homenaje a José Alfredo Jiménez                    | Sony BMG Music (EE. UU.)                         |
| 2008               | Interpreta a Manuel Alejandro                      | Sony BMG Music (EE. UU.)                         |
| 2009               | Mi amigo el Puma                                   | Sony BMG Music (EE. UU.)                         |
| 2014               | Directo al espíritu                                | InnerCat Music Group (EE. UU.)                   |
| 2017               | Inmenso                                            | Sony Music Latin (EE. UU.)                       |
| 2019               | Agradecido                                         | Sony Music Latin (EE. UU.)                       |

### Recopilaciones analógicas y digitales
| Año de publicación | Título                                                                       | Discográfica                   |
| 1965               | Nuestro balance                                                              | Fonograma (Venezuela)          |
| 1966               | Voces de Billo Volumen 1: José Luis, el galán cantante                       | Fonograma (Venezuela)          |
| 1977               | Boleros de siempre                                                           | Velvet (Venezuela)             |
| 1977               | Los temas de mis telenovelas                                                 | Top Hits (Venezuela)           |
| 1981               | Cantando éxitos de siempre                                                   | CBS Columbia (Venezuela)       |
| 1985               | El ídolo en Europa – Sus éxitos en portugués e italiano                      | CBS Columbia (Venezuela)       |
| 1985               | 14 auténticos éxitos                                                         | Top Hits (Venezuela)           |
| 1995               | Boleros de siempre                                                           | Velvet Música de Venezuela     |
| 1997               | Qué quiere esa música esta noche                                             | Velvet Música de Venezuela     |
| 1999               | Serie 32: José Luis Rodríguez, mis primeros boleros con Billo's Caracas Boys | Universal Music (Venezuela)    |
| 2002               | Serie de autores, volumen 1: Manuel Alejandro                                | BMG US Latin (EE. UU.)         |
| 2002               | Serie de autores, volumen 2: Manuel Alejandro                                | BMG US Latin (EE. UU.)         |
| 2002               | Serie de autores, volumen 3: P. Herrero/J.L. Armenteros                      | BMG US Latin (EE. UU.)         |
| 2002               | Serie de autores, volumen 4: Chema Purón                                     | BMG US Latin (EE. UU.)         |
| 2002               | Serie de autores, volumen 5: Chema Purón                                     | BMG US Latin (EE. UU.)         |
| 2004               | Best Of José Luis Rodríguez: Ultimate Collection                             | BMG US Latin (EE. UU.)         |
| 2006               | Canciones de amor                                                            | Sony Discos (EE. UU.)          |
| 2007               | La historia del Puma                                                         | Sony BMG Latin (EE. UU.)       |
| 2010               | Dos clásicos                                                                 | Sony Music Latin (EE. UU.)     |
| 2011               | Mis favoritas: José Luis Rodríguez                                           | Sony Music Latin (EE. UU.)     |
| 2015               | Te propongo                                                                  | InnerCat Music Group (EE. UU.) |

### Participaciones
| Año de publicación | Título                                           | Artista principal                  | Discográfica                                 |
| 1966               | Felicitaciones                                   | Lila Morillo                       | Velvet (Venezuela)                           |
| 1966               | Segundo Festival de la Música Popular Venezolana | Varios artistas                    | Fundación Festival del Niño (Venezuela)      |
| 1966               | En el cielo, una estrella                        | Varios artistas                    | Velvet (Venezuela)                           |
| 1967               | Hit Parade de Venezuela                          | Varios artistas                    | Velvet (Venezuela)                           |
| 1967               | San Remo 67 en Español                           | Varios artistas                    | Velvet (Venezuela)                           |
| 1967               | Tercer Festival de la Música Popular Venezolana  | Varios artistas                    | Velvet (Venezuela)                           |
| 1967               | Lila y José Luis cantan a Liliana                | Lila Morillo y José Luis Rodríguez | Velvet (Venezuela)                           |
| 1968               | San Remo 68 en español                           | Varios artistas                    | Velvet (Venezuela)                           |
| 1969               | Favoritas del set con Raúl Castillo              | Varios artistas                    | Velvet (Venezuela)                           |
| 1970               | Top Hits Volumen 3                               | Varios artistas                    | CBS Columbia Internacional                   |
| 1971               | Tercer Festival de la Voz de Oro                 | Varios artistas                    | Velvet (Venezuela)                           |
| 1971               | La consentida de papá                            | Varios artistas                    | Top Hits (Venezuela)                         |
| 1978               | Bodas de plata de Radio Caracas Televisión       | Varios artistas                    | Producción independiente (Venezuela)         |
| 1980               | Navidad con las estrellas                        | Varios artistas                    | Top Hits (Venezuela)                         |
| 1985               | Cantaré, cantarás                                | Varios artistas                    | CBS Columbia                                 |
| 1993               | Como las alas al viento                          | Rocío Jurado                       | Sony Discos (EE. UU.)                        |
| 1996               | Amigos                                           | Paul Anka                          | Sony Music (EE. UU.)                         |
| 1998               | Y sigue siendo el rey                            | José Alfredo Jiménez               | BMG Ariola (México)                          |
| 2000               | De mis manos                                     | Raúl di Blasio                     | Ariola International (EE. UU.)               |
| 2008               | Gabriel, amor inmortal                           | Varios artistas                    | SBS (EE. UU.)                                |
| 2010               | Somos el mundo                                   | Varios artistas                    | Univision Music Group (EE. UU.)              |
| 2011               | Esta noche está para boleros                     | Chucho Avellanet                   | Klasico Records-Livi Entertainment (EE. UU.) |
| 2013               | Tributo a Simón Díaz                             | Varios artistas                    | Sony Music Entertainment - EPA (Venezuela)   |

## Filmografía
| Año  | Título                                            | Productora                                  | Género                                   | Protagonistas                                    |
| ---- | ------------------------------------------------- | ------------------------------------------- | ---------------------------------------- | ------------------------------------------------ |
| 1963 | Cuentos para mayores                              | Dir. Román Chalbaud                         | Película                                 | Héctor Cabrera, Olga Henríquez                   |
| 1966 | Cantando nace el amor                             | Radio Caracas Televisión (Venezuela)        | Comedia musical                          | Mirla Castellanos, Mirtha Pérez                  |
| 1967 | Donde no llega el sol                             | Radio Caracas Televisión (Venezuela)        | Telenovela                               | Rosita Vásquez, Oscar Martínez, Lupita Ferrer    |
| 1967 | Club musical                                      | Radio Caracas Televisión (Venezuela)        | Comedia musical                          | Mirla Castellanos, Mirtha Pérez, Henry Stephen   |
| 1967 | El retrato de mamá                                | Radio Caracas Televisión (Venezuela)        | Miniserie                                | Aurora Mendoza                                   |
| 1968 | Pent House                                        | CVTV (Venezuela)                            | Serie                                    | Richard Gere, Eliseo Perera, Martha Olivo        |
| 1969 | Las golfas                                        | Dir. Fernando Cortés                        | Película                                 | Isabel Vega                                      |
| 1969 | El roble                                          | Cadena Venezolana de Televisión (Venezuela) | Telenovela                               |                                                  |
| 1969 | La satánica                                       | Cadena Venezolana de Televisión (Venezuela) | Telenovela                               | Peggy Walker                                     |
| 1969 | El ciego                                          | Cadena Venezolana de Televisión (Venezuela) | Telenovela                               | Peggy Walker, Manolo Coego                       |
| 1970 | Simplemente María                                 | Cadena Venezolana de Televisión (Venezuela) | Telenovela                               | Carmen Julia Álvarez, Eduardo Serrano            |
| 1970 | Los Juniors                                       | Dir. Fernando Cortés                        | Película                                 | Pedro Armendariz Jr, Andrés García               |
| 1971 | La consentida de papá                             | Cadena Venezolana de Televisión (Venezuela) | Serie                                    | Regina Alcover                                   |
| 1971 | Estación Central                                  | Cadena Venezolana de Televisión (Venezuela) | Telenovela                               | Lila Morillo                                     |
| 1972 | Churún Merú                                       | CVTV                                        | Documental de Renny Ottolina             |                                                  |
| 1972 | Indio                                             | Cadena Venezolana de Televisión (Venezuela) | Telenovela                               | Pierina España                                   |
| 1972 | Porque los hombres pecan                          | Cadena Venezolana de Televisión (Venezuela) | Telenovela                               | Pierina España                                   |
| 1972 | Alma Rosa                                         | Cadena Venezolana de Televisión (Venezuela) | Telenovela                               | Pierina España, Carla Cuffia                     |
| 1973 | Chinita mi amor                                   | Radio Caracas Televisión (Venezuela)        | Serie semanal                            | Lila Morillo                                     |
| 1973 | Una muchacha llamada Milagros                     | Venevisión (Venezuela)                      | Telenovela                               | Rebeca González, José Bardina                    |
| 1974 | Mamá                                              | Venevisión (Venezuela)                      | Telenovela                               | Rebeca González, Libertad Lamarque               |
| 1975 | La señorita Elena                                 | Venevisión (Venezuela)                      | Telenovela                               | Ada Riera                                        |
| 1975 | Isabelita                                         | Radio Caracas Televisión (Venezuela)        | Telenovela                               | Helianta Cruz                                    |
| 1976 | Carolina                                          | Radio Caracas Televisión (Venezuela)        | Telenovela                               | Mayra Alejandra                                  |
| 1976 | Angélica                                          | Radio Caracas Televisión (Venezuela)        | Telenovela                               | Mayra Alejandra                                  |
| 1977 | Tormento                                          | Radio Caracas Televisión (Venezuela)        | Telenovela                               | Mayra Alejandra, Jean Carlo Simancas             |
| 1977 | La hija de Juana Crespo                           | Radio Caracas Televisión (Venezuela)        | Telenovela                               | Mayra Alejandra                                  |
| 1977 | Residencia de Señoritas                           | Radio Caracas Televisión (Venezuela)        | Telenovela                               | Mayra Alejandra                                  |
| 1978 | Cristina Bazán                                    | Telemundo                                   | Telenovela                               | Johanna Rosaly                                   |
| 1979 | Sangre Azul                                       | Radio Caracas Televisión (Venezuela)        | Telenovela                               | Pierina España                                   |
| 1979 | Estefanía                                         | Radio Caracas Televisión (Venezuela)        | Telenovela                               | Pierina España, Gustavo Rodríguez                |
| 1980 | El ídolo                                          | Telemundo                                   | Telenovela                               | Marilyn Pupo                                     |
| 1986 | Mi encuentro con Teresa                           | Venezolana de Televisión                    | Especial de TV                           | María Cristina Losada                            |
| 1988 | Sueño contigo                                     | Venevisión (Venezuela)                      | Telenovela                               | Elluz Peraza                                     |
| 1992 | Piel                                              | Marte Televisión                            | Telenovela                               | Alba Roversi                                     |
| 1997 | María Lucía                                       | Id Red Canal Television                     | Telenovela                               | Scarlet Ortiz, Carlos Cruz (actor), Eduardo Luna |
| 2007 | Trópico                                           | Venevisión Plus (Venezuela)                 | Telenovela                               | Scarlet Ortiz, Víctor González                   |
| 2007 | Disco de oro                                      | TV Azteca                                   | Reality show / Show de talentos          | María Inés Guerra                                |
| 2007 | La Familia del Futuro (Doblaje al Español Latino) | Walt Disney Animation Studios               | Película                                 | Raúl Sebastián, Abraham Vega                     |
| 2008 | Gabriel                                           | Mega TV                                     | Miniserie                                | Chayanne, Angélica Celaya                        |
| 2012 | La Voz Argentina                                  | ITV Studios & Telefe (Argentina)            | Reality show / Show de talentos          | Miranda, Soledad, Puma Rodríguez y Axel          |
| 2022 | Canta conmigo ahora                               | LaFlia Contenidos & eltrece (Argentina)     | Reality show / Show de talentos de canto | Marcelo Tinelli y varios                         |
| 2022 | La noche de Mirtha Legrand                        | StoryLab & eltrece (Argentina)              | Talk show                                | Mirtha Legrand                                   |
| 2023 | Sálvese quien pueda (docu-reality)                | La fábrica de la Tele & Netflix (España)    | Docu-reality                             | El mismo                                         |
| 2024 | Top Chef VIP                                      | Participante                                | Reality                                  | El mismo                                         |
| 2024 | Mask Singer: Adivina Quién Canta                  | Fremantle                                   | Show de máscaras                         | Aguacate                                         |